# Priyani Puketapu
Priyani Puketapu (27 dicembre 1990) è una modella neozelandese, eletta Miss Universo Nuova Zelanda 2011, in rappresentanza della città di Wellington.
Al momento dell'incoronazione, la Puketapu stava studiando per diventare giornalista. In precedenza, la Puketapu aveva già gareggiato per il titolo di Miss Universo Nuova Zelanda nel 2009, e si era classificata al secondo posto.
In quanto vincitrice del titolo di bellezza nazionale, Priyani Puketapu ha rappresentato la Nuova Zelanda in occasione di Miss Universo 2011, che si è tenuto a São Paulo, in Brasile, il 12 settembre 2011.